# Sunday Bada
Sunday Bada, nigerijski atlet, * 20. februar 1969, † 12. december 2011, Lagos, Nigerija.
Sodeloval je na atletskem delu poletnih olimpijskih iger leta 2000, kjer je kot član štafete osvojil zlato medaljo. Po koncu aktivne kariere je deloval kot tehnični direktor nigerijske atletske federacije.